# Magazine (Arkansas)
Magazine is een plaats (city) in de Amerikaanse staat Arkansas, en valt bestuurlijk gezien onder Logan County.

## Demografie
Bij de volkstelling in 2000 werd het aantal inwoners vastgesteld op 915.
In 2006 is het aantal inwoners door het United States Census Bureau geschat op 912,.

## Geografie
Volgens het United States Census Bureau beslaat de plaats een oppervlakte van
4,3 km², geheel bestaande uit land. Magazine ligt op ongeveer 152 m boven zeeniveau.